# ISO 3166-2:BH
Die Liste der ISO-3166-2-Codes für  Bahrain enthält die Codes für die vier Gouvernements.
Die Codes bestehen aus zwei Teilen, die durch einen Bindestrich voneinander getrennt sind. Der erste Teil gibt den Landescode gemäß ISO 3166-1 (für  Bahrain BH), der zweite den Code für das Gouvernement wieder.

Gouvernements in Bahrain

Der aktuelle Landescode wurde im November 2015 zuletzt aktualisiert.
| Gouvernement            | Code  |
| ----------------------- | ----- |
| Hauptstadtgouvernement  | BH-13 |
| Südliches Gouvernement  | BH-14 |
| Gouvernement Muharraq   | BH-15 |
| Nördliches Gouvernement | BH-17 |